# Мифтахутдинов, Альберт Валеевич
Альбе́рт Вале́евич Мифтахутди́нов (11 мая 1937 — 4 ноября 1991) — дальневосточный советский писатель, журналист, путешественник, общественный деятель.

## Биография
Родился в Уфе 11 мая 1937 г. в семье флотского офицера. Школьные годы прошли в Североморске, студенческие — в Киеве, где он учился на факультете журналистики Киевского университета. Сразу же после получения диплома в 1959 г. Мифтахутдинов уезжает работать на Чукотку. В 1959 г. он зачислен на должность собственного корреспондента газеты «Советская Чукотка».
В 1960-х — 1970-х гг. он работает корреспондентом местных газет, техником-ихтиологом, коллектором, каюром, инспектором «красных яранг» (передвижных культуртрегерских бригад), пишет киносценарии, сотрудничает с различными журналами:
- 1962 г. — исполняющий обязанности ответственного секретаря газеты «Советская Чукотка».
- 1965 г. — корреспондент Чукотского радио.
- 1966 г. — младший техник Анадырской комплексной геологической экспедиции.
- 1966 г. — старший редактор Магаданской студии телевидения.
- 1970 г. — член Союза писателей СССР.
- 1970 г. — собкор по Чукотскому и Провиденскому районам газеты «Магаданская правда».
- 1973 г. — ответственный секретарь Магаданской писательской организации.

С 1973 г. жил в Магадане.
А. Мифтахутдинов — действительный член Географического общества СССР, участник V Всесоюзного совещания молодых литераторов, в 1973—1982 гг. возглавлял Магаданское отделение Союза писателей СССР, был делегатом 4-го и 5-го съездов Союза писателей РСФСР, членом правления Союза писателей РСФСР (1974—1978 гг.).
А. Мифтахутдинов — автор сценариев документальных фильмов «Встреча с Чукоткой», «Амгуэма», «Перевал», «Сиреники», «Берег молчания», «Фруктовый рейс» и других. На конкурсе телевизионных фильмов «Перевал» получил первую премию, а документальные фильмы, сделанные с оператором А. Ю. Личко, заслуженным деятелем искусств, демонстрировались в Монреале в числе лучших работ кинодокументалистики.
Умер А. Мифтахутдинов в ноябре 1991 г. в Москве. Похоронен в Магадане.
А. Мифтахутдинов изобрел символический «Ключ от Полярного круга», «Кодекс Чести Северянина». В последний раз Мифтахутдинов был на Чукотке в августе 1991 г. всего за два месяца до смерти — он организовал экспедицию по установке геодезического знака «Центр Чукотки».
Друзья звали его «Мифта́».

## Творчество
Первые произведения писателя появились в начале 1960-х годов в журнале «Смена», в альманахе «На Севере Дальнем». Выход в свет в Магаданском книжном издательстве первых сборников повестей и рассказов — «Расскажи про Одиссея» (1967) и «Головы моих друзей» (1969) принес автору известность в Магаданской области. Основной темой этих небольших по объему книг стали новый для героев мир тундры и ее мудрых бесхитростных обитателей, приобщение к истинному северному товариществу.
Позднее А. Мифтахутдинов публиковался в московском издательстве «Современник». Это «Очень маленький земной шар» (1972) и «Аттаукай — похититель женщин» (1977). Затем вышли книги «Время Игры в Эскимосский Мяч» (Магадан, 1978), «Дни ожиданий» (Владивосток, 1979), «Спроси заклинателя духов» (М., 1982), «Совершенно секретное дело о ките» (Магадан, 1983), «Закон полярных путешествий» (Магадан, 1986).
Главная тема А. Мифтахутдинова — Север, его природа, люди, труд, поиск нравственных ориентиров, среди которых он особо выделяет наиболее созвучные собственному душевному складу — верность дружбе и доброту. Для творчества писателя характерна любовь к Северу, к добрым и по-детски доверчивым коренным жителям Чукотки, которые населяют его книги. Произведения писателя в значительной степени документальны: он пишет в основном о том, в чем лично принимал участие.
Творчеству А.Мифтахутдинова свойственная в основном мажорная тональность, он любит юмор, иронию. Произведения его отличает композиционное мастерство, органичность диалогов, музыкальность слова, но главное — психологически точное изображение духовного мира героев.

### Оценки творчества
```
Альберт Мифтахутдинов порой пишет слишком красиво. Я бы не назвал это недостатком. Скорее это свойство меняющегося, развивающегося таланта. Избыток чувств и мыслей ищет выхода, ищет своего выражения. Иногда берутся первые попавшиеся слова и из них пытаются лепить образ Севера. Порой проглядывает что-то знакомое, волнующее, но в целом это лишь вызывает сочувственную улыбку. Север сдержан и мужествен в проявлении своих чувств. Все это трудно выразить словами, трудно написать, потому что это по-настоящему прекрасно. Мифтахутдинов ищет. Находки с годами становятся все более частыми.

Юрий РЫТХЭУ
[
1
]
.
```

```
Из этого парня выйдет настоящий писатель. Потому что он долго и тяжело болеет типичной болезнью — романтической влюбленностью в Север. Люди, перенесшие эту болезнь, на всю жизнь сохраняют верность к холодным краям и (это — уже загадка эволюции) почему-то становятся писателями...

Фарли МОУЭТ
[
1
]
.
```

## Награды
- 1973 г. — лауреат премии Магаданского комсомола за сборник «Очень маленький земной шар».
- 1984 г. — награжден орденом «Знак Почета».
- 1989 г. — удостоен звания «Заслуженный работник культуры РСФСР».

## Основные издания
- 1963 г. — в журнале «Смена» опубликован первый рассказ «Я привезу тебе кактус».
- 1967 г. — первая книга рассказов «Расскажи про Одиссея» (Магадан).
- 1969 г. — «Головы моих друзей» (Магадан).
- 1972 г. — «Очень маленький земной шар» (первая книга, изданная в Москве).
- 1977 г. — «Аттаукай — похититель женщин» (издательство «Современник», Москва).
- 1979 г. — «Дни ожиданий: повести и рассказы» (Владивосток).
- 1978 г. — «Время игры в эскимосский мяч» (Магадан).
- 1982 г. — «Спроси заклинателей духов» (Москва).
- 1983 г. — «Совершенно секретное дело о ките» (Магадан).
- 1986 г. — «Закон полярных путешествий» (Магадан).
- 1994 г. — «Крестовый поход на блондинок» (Магадан).

В 2017 г. к 80-летию писателя в магаданском издательстве «Охотник» вышло трехтомное собрание сочинений с рассказами и повестями А.Мифтахутдинова, фотографиями, воспоминаниями его друзей и знакомых:
- Мифтахутдинов, А. В. Головы моих друзей : рассказы. — Магадан : Охотник, 2017. — Т. 1 — 505 с. — ISBN 978-5-906641-26-7
- Мифтахутдинов, А. В. Очень маленький земной шар : повести. — Магадан : Охотник, 2017. — Т. 2. — 553 с. — ISBN 978-5-906641-26-7
- Мифтахутдинов, А. В. Альберт Мифтахутдинов : воспоминания, письма, фотографии, очерки. — Магадан : Охотник, 2017. — Т. 3. — 479 с. — ISBN 978-5-906641-26-7

### Прижизненные переводы
- 1975 г. — книга «Очень маленький земной шар» издается в Варшаве на польском языке.
- 1981 г. — книга «Аттаукай — похититель женщин» переведена на болгарский язык и вышла в Пловдиве.
- 1983 г. — книга «Аттаукай — похититель женщин» переведена на польский язык и выходит в Варшаве.